# Ernesto Saldívar Araujo
Ernesto Saldívar Araujo fue un hacendado y político peruano. Su familia fue dueña de la hacienda Lauramaca en la provincia de Quispicanchi. 
Fue elegido diputado suplente por la provincia de Quispicanchi en 1907 hasta 1912 durante los gobiernos de José Pardo y Barreda y el primero de Augusto B. Leguía., Luego fue elegido diputado por la provincia de Paucartambo durante gran parte del Oncenio de Leguía. Primero en 1924, religiéndose en 1929.